# كفر جرزة
قرية كفر جرزه هي إحدى القرى التابعة لمركز العياط في محافظة الجيزة في جمهورية مصر العربية. حسب إحصاءات سنة 2006، بلغ إجمالي السكان في كفر جرزه 5873 نسمة، منهم 3091 رجل و2782 امرأة.